# Municipio de Lansing (Dakota del Norte)
El municipio de Lansing (en inglés: Lansing Township) es un municipio ubicado en el condado de Towner en el estado estadounidense de Dakota del Norte. En el año 2010 tenía una población de 4 habitantes y una densidad poblacional de 0,04 personas por km².

## Geografía
El municipio de Lansing se encuentra ubicado en las coordenadas 48°51′19″N 99°4′39″O / 48.85528, -99.07750. Según la Oficina del Censo de los Estados Unidos, el municipio tiene una superficie total de 93.92 km², de la cual 93,58 km² corresponden a tierra firme y (0,36 %) 0,33 km² es agua.

## Demografía
Según el censo de 2010, había 4 personas residiendo en el municipio de Lansing. La densidad de población era de 0,04 hab./km². De los 4 habitantes, el municipio de Lansing estaba compuesto por el 100 % blancos. Del total de la población el 0 % eran hispanos o latinos de cualquier raza.